# 皇国青年党
皇国青年党または興国青年党（こうこくせいねんとう）は、1925年に結成された、日本のファシズムを信奉した政治的結社のひとつ。

## 概略
主宰は下位春吉。下位は1925年（大正14年）にイタリアから帰朝し、愛国運動を提唱した。そして同年10月に皇国青年党を結成した。一時は下位の郷土の福岡県では8箇所の支部があり、ファシズム式の党の運営を為した。